# Коршомка
Коршо́мка — лісовий заказник місцевого значення в Україні. Об'єкт природно-заповідного фонду Житомирської області. 
Розташований у межах Чуднівського району Житомирської області, на території, підпорядковані Житомирському військового лісгоспу. 
Площа 408,2 га. Статус надано згідно з рішенням 7 сесії 24 скликання обласної ради від 23.04.2003 року № 207. Перебуває у віданні Житомирського військового лісгоспу (Чуднівське л-во, кв. 5—8; кв. 18, вид. 1—8; кв. 19, вид. 1—8, кв. 20, вид. 21). 
Статус надано для збереження частини лісового масиву з насадженнями дуба, граба, сосни.